# 畫筆

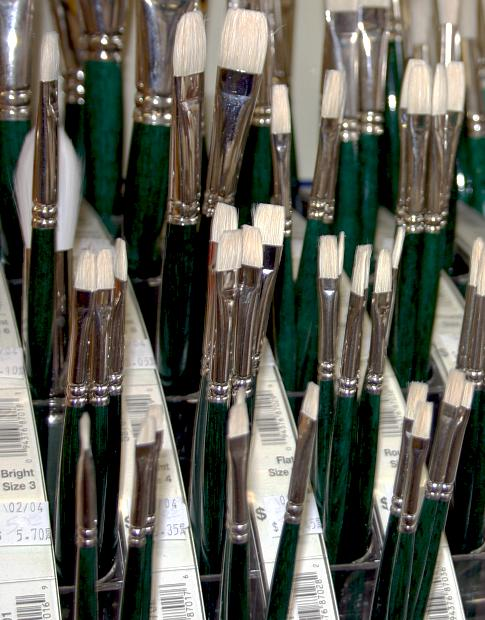
畫筆

畫筆又叫畫刷，是畫西洋畫時用到的筆，畫筆與毛筆外表相似，但畫筆的毛比較硬，畫筆蘸上油彩或者水彩後就可以開始繪畫。

## 分類
畫筆可以分好多種。一個典型的西人畫家至少會用到以下這些種類的畫筆：
- Round：這種筆刷的毛又尖又細，最適合拿來畫細節；
- Flat：這種筆刷的毛很長，可以用來又快又平均地畫一大片顏色，例如畫人的長頭髮；
- Bright：比起平畫筆，這種筆刷又短又軟，適合短又受控的筆觸；
- Filbert：筆尖細過flat和bright，能很好地平衡畫大片顏色與畫細節東西的能力；
- Fan：好似一把扇的形狀，用fan打橫掃可以做到又細小又長的線，方便拿來畫樹等東西；
- Angle：這種筆刷的毛越右越短，可以拿來畫細節，也可以處理大片顏色；
- Mop：筆尖又大又圓，經常被人拿來在顏料乾了之後再加層顏料上去；
- Rigger：一種極尖極細的筆，傳統上被西人畫家用來畫船上的索具而得名。

... 等等。